# منفذ زرباطية الحدودي
منفذ زرباطية الحدودي هو منفذ بري عراقي في ناحية زرباطية من محافظة واسط يربط العراق بالحدود الإيرانية، ويُستعمل لنقل البضائع والمسافرين بين الدولتين. المسافة بين المنفذ وبين بغداد 150 كيلومتراً. تشرف عليه هيأة المنافذ الحدودية، يقابل منفذَ زرباطية العراقي منفذُ مهران الإيراني قرب بلدة مهران. أُغلقَ المنفذ أثناء الغزو الأمريكي للعراق، وما لبث أن فُتح في سنة 2003. يدخل من خلال المنفذ زوار إيرانيون من وسط وغرب جمهورية إيران، ومن دول شرق آسيا.

## وارد المنفذ
بلغت واردات منفذ زرباطية لسنة 2019 ثمانية وعشرين مليوناً ومئة وثلاثة عشر ألف دولار (28113688).

## احتراق الأرشيف
في يوم 16 آذار سنة 2019، أعلن محافظ واسط محمد المياحي عن احتراق الأرشيف الأساسي بمنفذ زرباطية، وقال «إن الكرفان المحترق يحتوي أهم الوثائق من إجازات استيراد وأضابير مهمة ومستمسكات، كان من المفترض أن تخضع للتدقيق..إن الحريق اندلع بأرشيف المنفذ بالتزامن مع تواجد لجنة من ديوان الرقابة المالية لغرض التدقيق».